# ابن الحلال (فلم)
ابن الحلال فيلم دراما، وجريمة مصري لعام 1951، من إخراج سيف الدين شوكت. الفيلم من بطولة فاتن حمامة، ومحسن سرحان، وتحية كاريوكا، ومحمود المليجي. الفيلم عن قصة على الزرقاني، الذي اشترك في كتابة السيناريو مع المخرج سيف الدين شوكت. يدور الفيلم حول حسن الذي ينتظر وفاة شقيقه الثري حتى يرثه، لكنه يفاجأ بعد موت أخيه أنه ترك كل ما يملك لابنه من فلاحة تزوجها سرًا، ويبدأ كل الأقارب في التخطيط للتخلص من الابن الذي يعاملهم بحب. أنتج الفيلم شركة «ممفيس فيلم»، وصدر الفيلم إلى دور العرض في 26 نوفمبر 1951. (ظهرت المطبوعات الدعائية للفيلم تشير إلى عرضه في سينما لوكس بالقاهرة في 26 يناير).

## طاقم التمثيل
البطولة: تحية كاريوكا - فاتن حمامة - محسن سرحان - محمود المليجي.
بالاشتراك مع: فريد شوقي - عبد الفتاح القصري – حسن البارودي – كمال حسين – عزيزة حلمي – محمد عبد المطلب – محمد السبع – نبوية مصطفى – فيفي سعيد – فرج النحاس.

## ملخص أحداث الفيلم
يمتلك «محمود رجب» ألفى فدان، مما يجعل شقيقه «حسن» ينتظر نهايته. يتقدم للشابة «ثريا» ابنة حسن الشاب «فريد» الذي يشترط ألا يتزوج قبل وفاة عمها محمود. ويموت عمها محمود وتكون الوصية من نصيب ابنه الوحيد «صابر» الذي أنجبه من فلاحة تزوجها سرًا، ولم يعلن زواجه خوفًا من غضب العائلة. يعمل صابر سائسًا في عزبة، ويعيش مع صديقه «بلبل»، ينتقل الاثنان إلى القصر، ويحب ابنة عمه «آمال» ويشترط عمه حسن ان يتنازل صابر عن كل ثروته له، ويبدأ أقاربه في التخطيط لمؤامرات تمكنهم من الحصول على جزء من الثروة إلا أن الشاب يقابل مؤامراتهم بشئ من حسن الخلق ويبدأ الأقارب في التحول تدريجيًا عن حبك المؤامرات والدسائس ويلمسون في صابر حسن الخلق، أخيرًا يوافق صابر على الزواج من آمال حتى تهدأ ثورة المؤامرات، وبالفعل يكون هذا الزواج هو نهاية لهذه المرحلة المليئة بالكراهية، أما بلبل فيتزوج من أختها ثريا.

## الإنتاج
أنتجت شركة «ممفيس فيلم»، المملوكة لمحمد شفيق وشركاه، أربعة أفلام كان أولها «ابن حلال». دخلت تحية كاريوكا ستوديو “ناصيبيان” لتصوير الفيلم، ولتشارك في بطولته أمام كل من محسن سرحان وفاتن حمامة ومحمود المليجي وفريد شوقي وعبد الفتاح القصري والمطرب محمد عبد المطلب، وأثناء التصوير حضر رشدي أباظة لتهنئة صديقه فريد شوقي، واصطحب تحية كاريوكا بسيارته التي خرجت من الأستوديو لبضع دقائق بحجة زيارة صديق مريض، لتعود زوجة لرشدي أباظة، وكانت هي الزوجة الأولى في حياة اباظة، حسبما ذكرت في حوار لها مع الإعلامية سوزان حسن، وما إن انتهى تصوير «ابن الحلال»، حتى سافرت بصحبة زوجها لتمضية شهر العسل في لبنان، وفي الوقت نفسه تنفيذ عقد عمل كانت قد اتفقت عليه قبل الزواج، في أحد الملاهي هناك.

## تقييم الفيلم
منح موقع السينما.كوم الفيلم تقييماً مقداره 5.8 من أصل 10 درجات.
منحت قاعدة بيانات الأفلام على الإنترنت IMDB الفيلم تقييماً مقداره 5.8 من أصل 10 درجات بناءاً على آراء 9 مستخدمين.

## وصلات خارجية
- مقالات تستعمل روابط فنية بلا صلة مع ويكي بيانات

https://karohat.com/Title/4dbbc14a-fb19-47b8-8cd4-c9edd8300dfe ابن الحلال (فيلم 1951)
https://dhliz.com/film/ibn_al_7alal/about ابن الحلال (فيلم 1951)
https://www.almasryalyoum.com/news/details/2250922 ابن الحلال (فيلم 1951)
https://www.aljarida.com/ext/articles/print/1462344023803733000/ ابن الحلال (فيلم 1951)